# Реакция на Маяр
Реакцията на Маяр е химична реакция, протичаща между аминокиселини и захари, при която се образуват меланоидини – съставките, които придават специфичния вкус на сготвената до кафяво храна. Тази реакция протича при приготвянето на много видове храна: изпичане на пържоли, пържене на дъмплинги, изпичане на курабии, хлебни изделия, маршмелоу и други. Наречена е в чест на френския химик Луи Камий Маяр, който я описва за пръв път през 1912 г., докато се опитва да пресъздаде биосинтез на белтъци. Реакцията обикновено протича бързо от около 140 до 165 °C. Много готварски рецепти препоръчват приготвянето на храната при достатъчно висока температура, за да протече реакцията на Маяр. При още по-високи температури настъпва друг процес – карамелизация (захарите потъмняват), а след това пиролиза (окончателно разграждане, водещо до развитието на остър вкус).
Реактивната карбонилна група на захарта реагира с нуклеофилната аминогрупа на аминокиселина и образува сложна смес от молекули, отговорна за множеството аромати и вкусове. Този процес се ускорява в алкална среда, тъй като аминогрупите (RNH+
3 → RNH
2) са депротонирани и имат повишена нуклеофилност. Тази реакция стои в основата на много ароматизанти от хранителната промишленост. В процеса на готвене реакцията на Маяр може да създаде стотици различни ароматни съединения в зависимост от химичните съставки на храната, температурата, времетраенето и наличието на въздух. Тези съставки от своя страна често се разлагат на още повече ароматни съединения.